# Tongdzsak állomás
Tongdzsak (Dongjak) állomás a szöuli metró 4-es és 9-es vonalának állomása, mely Szöul Tongdzsak-ku (Dongjak-gu) kerületében található. Innen megközelíthető a Szöuli Nemzeti Temető.

## Viszonylatok
| 4-es vonal                                              | 4-es vonal                | 4-es vonal                                               |
| ------------------------------------------------------- | ------------------------- | -------------------------------------------------------- |
| Icshon (Ichon) Tanggoge (Danggogae) felé                | személy- és expresszvonat | Csongsin (Cheongsin) Egyetem Anszan (Ansan) és Oido felé |
| 9-es vonal                                              |                           |                                                          |
| Norjangdzsin (Noryangjin) Kimpho (Gimpo) repülőtér felé | expresszvonat             | Expresszbusz-terminál Veteránkórház felé                 |
| Hukszok (Heukseok) Kehva (Gaehwa) felé                  | személyvonat              | Kubanpho (Gubanpo) Veteránkórház felé                    |